# Stenopodidea
Stenopodidea – infrarząd pancerzowców z rzędu dziesięcionogów.
Pancerzowce zbliżone pokrojem ciała do krewetek, długości od 2 do 7 mm, żywo ubarwione. Mają pojedynczą parę skrzeli, w postaci pęczka trzech, nieporozgałęzianych, nitkowatych wyrostków. Trzy początkowe pary pereiopodiów wyposażone są w szczypce, przy czym te na trzeciej parze są wydłużone i wyraźnie większe niż na pozostałych. Odwłok o jednogałęzistej pierwszej parze pleopodiów.
Skorupiaki wyłącznie morskie, pływające. Stenopodidae żywią się resztkami pożywienia i glonami z ciała innych zwierząt, zaś Spongicolidae zasiedlają gąbki szkliste.
Najstarszym znanym gatunkiem jest pochodzący z późnego dewonu Devonostenopus pennsylvaniensis. W sumie opisano do 2014 roku 72 gatunki, w tym 3 wymarłe. Klasyfikuje się je w 3 podrodzinach:
- Macromaxillocarididae Alvarez, Iliffe et Villalobos, 2006
- Spongicolidae Schram, 1986
- Stenopodidae Claus, 1872